# Iris Stuart
Pour les articles homonymes, voir Stuart.
Iris Stuart (2 février 1903 - 21 décembre 1936), née Frances McCann, est une actrice  américaine pendant la période du cinéma muet. Sélectionnée WAMPAS Baby Star de la promotion de 1927, elle a eu une brève carrière cinématographique entre 1926 et 1927 avant de prendre sa retraite de l'Industrie du cinéma, due à la tuberculose dont elle décédera en 1936.

## Biographie
Née Frances McCann à Brooklyn, elle fréquente une école de secrétariat avant d'être l’égérie de plusieurs photographes qui lui font faire la couverture de grands magazines. Elle est également retenue comme modèle pour mettre en valeur les produits de luxe comme les bijoux de grandes marques. Elle est engagée à long terme, par B. P. Schulberg, le producteur associé de la Paramount Pictures avec d'autres célèbres acteurs, en juillet 1926. Le réalisateur Arthur Rosson la retient pour donner la réplique à Bebe Daniels dans Stranded in Paris en 1926, film dans lequel elle incarne Theresa Halstead. Elle joue un personnage de second rôle dans le film Jenny's Escapade, qu'elle obtient grâce à une méprise du projectionniste qui montre son bout d'essai à la place d'une autre actrice présélectionnée. Arthur Rosson décide alors de réécrire une partie de son rôle.    
Puis, elle fait partie de la promotion des WAMPAS Baby Star de 1927, sélectionnant les treize plus belles jeunes actrices en devenir aux côtés de Sally Phipps, Natalie Kingston, Sally Rand et Helene Costello.
Souffrant de tuberculose, sa santé décline si rapidement que les médecins lui conseillent d'être admise, dès février 1927, au sanatorium du sud de la Californie. Sa constitution, très fragile, l'oblige à suspendre sa carrière d'actrice. Contre les souhaits de sa famille, elle reprend en décembre 1927, son métier d'actrice et signe un nouveau contrat avec la Paramount Pictures Cooporation en janvier 1928. Le mois suivant, elle épouse secrètement le richissime Bert A. Mackinnon, alors Éditeur du New York Magazine à Las Vegas. Elle prend une licence lui permettant d'utiliser son vrai nom de baptême Frances Mac Cann, au cinéma. Le couple décide de repousser temporairement leur voyage de lune de miel et s'installe à l' Hôtel Ambassador de Los Angeles.
Iris meurt de la tuberculose, à New York en 1936, à l'âge de 33 ans. Elle est inhumée au cimetière de  la Porte des Cieux à  Hawthorne.

## Filmographie
- 1926 : Stranded in Paris de Arthur Rosson
- 1927 :  Casey at the Bat  de Monte Brice
- 1927 : Les Enfants du divorce (Children of Divorce) de Frank Lloyd
- 1927 : Wedding Bills de Erle C. Kenton